# Badou Zaki
Badou Zaki (àrab: بادو الزاكي, Bādū az-Zākī) (Sidi Kacem, Marroc, 2 d'abril de 1959) fou un porter de futbol i posteriorment entrenador marroquí. El seu nom també es pot escriure Ezaqui Badou i Ezzaki Badou, aquest darrer al seu carnet de futbolista professional.
Defensà la porteria del RCD Mallorca entre 1986 i 1992. Defensa els colors de la selecció marroquina a la Copa del Món de 1986. Fou guardonat futbolista africà de l'any per la revista France Football el 1986.
Com a entrenador dirigí a la selecció del Marroc entre 2002 i 2005.

## Palmarès
Com a jugador
- Lliga marroquina de futbol: 1979, 1986
- Copa marroquina de futbol: 1979, 1981
- Copa Mohamed V: 1979

Com a entrenador
- Copa marroquina de futbol: 1999